# Berkowo (województwo warmińsko-mazurskie)
Berkowo (niem. Berghof) – osada w Polsce położona w województwie warmińsko-mazurskim, w powiecie giżyckim, w gminie Wydminy.
W latach 1975–1998 miejscowość administracyjnie należała do województwa suwalskiego.
We wsi dwór z pocz. XX w. i pozostałości zabudowy folwarcznej.